# Unione Socialista Sudanese
L'Unione Socialista Sudanese è stato un partito politico del Sudan. È stato l'unico partito legale del paese dal 1971 al 1985, quando il regime militare del generale Ja'far al-Nimeyri fu rovesciato a sua volta da un altro golpe militare.
Il partito si è successivamente ridenominato Unione Socialista Democratica Sudanese. È guidato dalla professoressa Fatima Abdel Mahmoud, già esponente del Partito del Congresso Nazionale, che aveva ricoperto la carica di ministro durante la presidenza di Nimeyri. Si è presentata alle elezioni presidenziali del 2010 ottenendo lo 0,3% dei voti, ma ha contestato il risultato delle consultazioni che hanno confermato Omar Hasan Ahmad al-Bashir come Presidente.